# Cañada Cera
Cañada Cera är en ort i Mexiko.   Den ligger i kommunen San Felipe Tejalápam och delstaten Oaxaca, i den sydöstra delen av landet, 400 km sydost om huvudstaden Mexico City. Cañada Cera ligger 1 693 meter över havet och antalet invånare är 163.
Terrängen runt Cañada Cera är varierad. Runt Cañada Cera är det ganska tätbefolkat, med 230 invånare per kvadratkilometer. Närmaste större samhälle är Oaxaca de Juárez, 16,5 km öster om Cañada Cera. Trakten runt Cañada Cera består i huvudsak av gräsmarker.